# Адам Ясинський

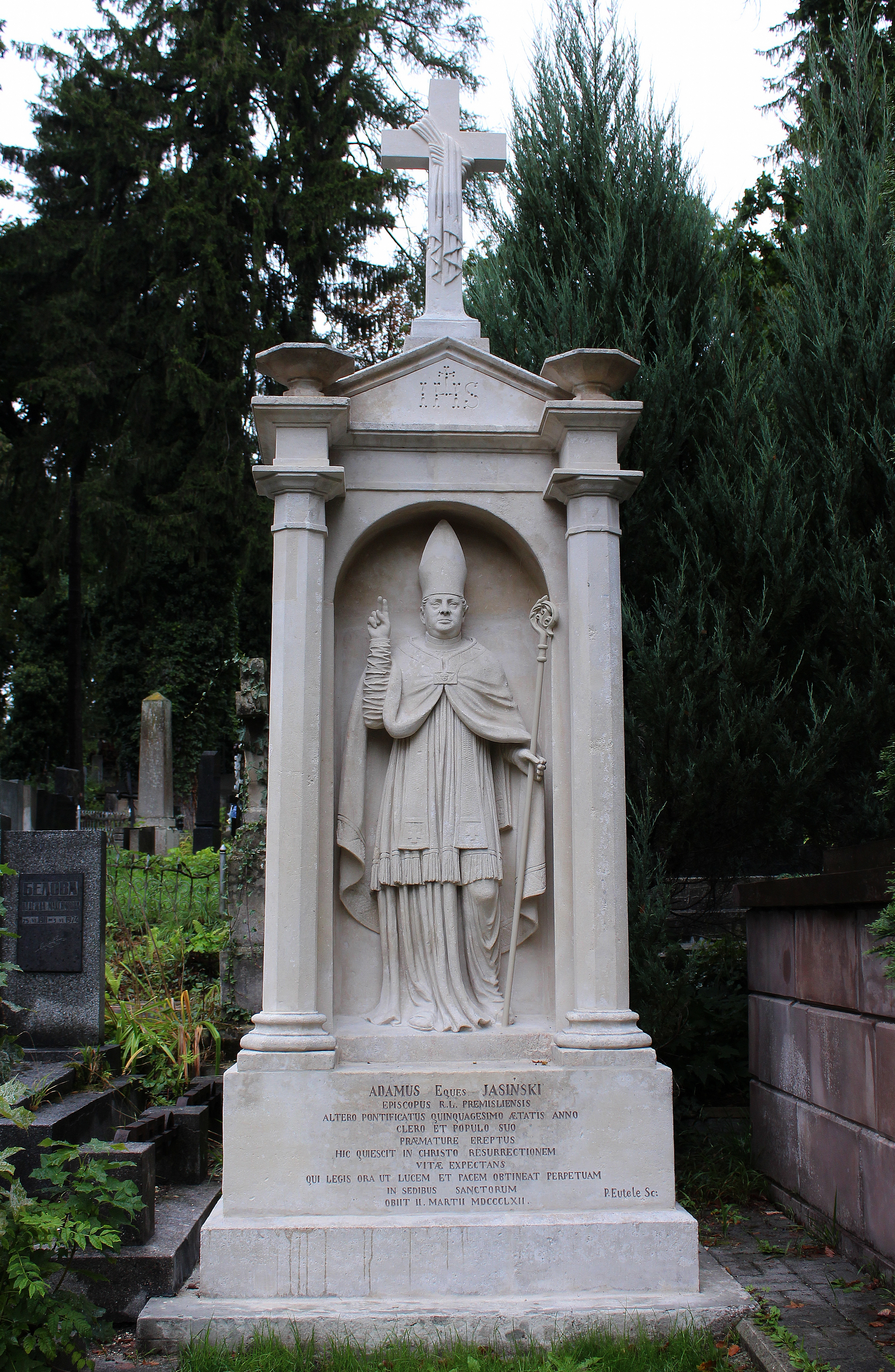

Адам Ясинський (пол. Adam Jasiński; 24 грудня 1812, Дитятин — 3 березня 1862) — польський церковний діяч, римо-католицький Перемишльський єпископ (1860—1862), посол-віриліст до Галицького крайового сейму.

## Життєпис
Богослов'я вивчав у Львівському університеті. Висвячений на священика 3 травня 1835 року. Був вікарієм у Стрию і Львові. Викладав богословські предмети на богословському факультеті Львівського університету, одночасно працював катехитом у Львові, а потім у Станіславі.
6 грудня 1859 року був обраний на Перемишльську єпископську катедру, потверджений 23 березня 1860 року. Єпископська хіротонія відбулася 23 вересня 1860 року. Як єпископ зорганізував сітку деканатів, був противником використання амвона в інших цілях, окрім літургійних.
Помер 3 березня 1862 року і був похований на 22 полі Личаківського цвинтаря у Львові. Пам'ятник на його гробі вирізьбив Павло Ойтелє.